# Thiago Almada
Thiago Ezequiel Almada (Ciudadela, Buenos Aires; 26 de abril del 2001) es un futbolista argentino que juega como mediocampista ofensivo y su equipo actual es el Atlético de Madrid CF de la Primera División de España.

## Biografía
Almada nació en el año 2001 en Ciudadela, Partido de Tres de Febrero, Provincia de Buenos Aires. Fue criado y paso su infancia y juventud en el Barrio Ejército de los Andes, conocido como Fuerte Apache. Desde muy chico se interesó por el futbol y por su cercanía con el barrio de Liniers, logró hacer sus categorías inferiores en Vélez Sarsfield.

## Trayectoria

### Vélez Sarsfield
En Vélez Sarsfield debutó el 10 de agosto de 2018 en la victoria de 2-0 del Club Vélez Sarsfield frente al C. A. Newell's Old Boys en la Primera División de Argentina. En la fecha 11 de la Superliga Argentina 2018, anotó sus primeros dos goles en primera división ante Defensa y Justicia, un partido que Vélez terminaría perdiendo 3-2 frente al equipo de Varela.
En el campeonato de la Superliga de 2019/20 en el partido ante River del 23 de septiembre de 2019, anotó de penal el gol del triunfo por 2-1. Co ese tanto se convirtió en el jugador más joven en la historia de Vélez en anotar un penal en Primera división a la edad de 18 años, 4 meses y 26 días.

### Atlanta United
Luego de ser vendido por USD $16 millones y volverse la compra más cara en la historia de la MLS. Debutó el 13 de marzo de 2022 en la victoria de 2 a 1 del Club Atlanta United ante Charlotte F.C. Convirtió su primer gol en la fecha 4 del torneo, en el empate de su equipo 3-3 ante Montréal.
En noviembre del 2022 fue elegido como el mejor fichaje del año de la MLS, convirtiéndose en el segundo jugador del Atlanta United en obtener este premio.

### Botafogo
Almada tuvo una gloriosa etapa en el Botafogo de Futebol e Regatas, donde rápidamente se convirtió en uno de los ídolos contemporáneos del club. Su talento, visión de juego y capacidad de decidir partidos importantes lo destacaron como pieza clave en el esquema táctico del equipo. Marcó un gol decisivo en los cuartos de final de la Copa Libertadores frente al Santos, qué luego terminó en empate 1-1, y culminó en penales, donde también marcó su penal y terminó pasando el Botafogo. En el Brasileirão, fue decisivo en clásicos, como su gol de falta contra Flamengo y la asistencia de tacón en el triunfo ante Palmeiras, consolidando su imagen como jugador determinante.
Durante su paso por el club, Almada conquistó títulos importantes con el Glorioso, incluyendo la tan ansiada Copa Libertadores y el Campeonato Brasileño de 2024. Fue elegido el mejor jugador de la competición continental e integró el equipo ideal del campeonato nacional. Entre sus mejores actuaciones, destaca la final de la Libertadores, donde lideró la victoria, llevando al club a la cima del fútbol sudamericano. Su nombre está eternizado en la historia de Botafogo como un símbolo de técnica, garra y brillo internacional.
Atletico de Madrid
El 15 de Julio, el Atlético de Madrid anunció el fichaje de Thiago Almada desde el Botafogo. Los colchoneros pagaron 21 millones de euros por el jugador argentino.

## Selección nacional

### Categorías inferiores
Participó en el campeonato del Sudamericano Sub-20 de 2019, en el cual ganó el segundo lugar con selección sub-20 de Argentina, en el torneo marcó 1 gol y disputó los 7 partidos. También formó parte del plantel que participó de Tokio 2020, sin embargo, no logró sumar minutos.
En enero de 2024 participó del Torneo Preolímpico Sudamericano Sub-23 de 2024 siendo la figura del plantel, ya que participó del torneo preolímpico siendo ya campeón del mundo. Disputó 7 partidos y metió 5 goles saliendo goleador del torneo.

#### Selección Sub-20
| Campeonato                  | Sede  | Resultado  | Partidos | Goles |
| --------------------------- | ----- | ---------- | -------- | ----- |
| Sudamericano Sub-20 de 2019 | Chile | Subcampeón | 7        | 1     |

#### Selección Olímpica
| Torneo                                  | Sede    | Resultado        | Partidos | Goles |
| --------------------------------------- | ------- | ---------------- | -------- | ----- |
| Juegos Olímpicos 2020                   | Tokio   | 1.ª ronda        | 0        | 0     |
| Preolímpico Sudamericano Sub-23 de 2024 | Caracas | Subcampeón       | 7        | 5     |
| Juegos Olímpicos 2024                   | París   | Cuartos de final | 4        | 2     |

### Absoluta
El 23 de septiembre de 2022 debutó con la selección argentina, ingresando desde el banco de suplentes, partido que Argentina ganó a Honduras 3 a 0. Fue convocado a la Copa del Mundo 2022 tras la lesión de Joaquín Correa.
Almada disputó un partido de Catar 2022, ingresando a los 84' por Alexis Mac Allister en el triunfo 2-0 de Argentina sobre Polonia en el tercer partido de la fase de grupos. No sumó más minutos en el torneo, pero formó parte del equipo que obtuvo el tercer título mundial para la "Albiceleste", agregando la medalla de campeón del mundo a sus palmarés.
El 23 de marzo de 2023 en un partido amistoso contra la selección de Panamá anotó su primer gol en la selección absoluta.

#### Participaciones en Copas del Mundo
| Mundial           | Sede  | Resultado | Partidos | Goles |
| ----------------- | ----- | --------- | -------- | ----- |
| Copa Mundial 2022 | Catar | Campeón   | 1        | 0     |

#### Goles internacionales
| # | Fecha                 | Lugar                                       | Rival    | Gol | Resultado | Competición                 |
| - | --------------------- | ------------------------------------------- | -------- | --- | --------- | --------------------------- |
| 1 | 23 de marzo de 2023   | Estadio Monumental, Buenos Aires, Argentina | Panamá   | 1-0 | 2-0       | Partido amistoso            |
| 2 | 15 de octubre de 2024 | Estadio Monumental, Buenos Aires, Argentina | Bolivia  | 4-0 | 6-0       | Eliminatorias Sudamericanas |
| 3 | 21 de marzo de 2025   | Estadio Centenario, Montevideo, Uruguay     | Uruguay  | 1-0 | 1-0       | Eliminatorias Sudamericanas |
| 4 | 10 de junio de 2025   | Estadio Monumental, Buenos Aires, Argentina | Colombia | 1-1 | 1-1       | Eliminatorias Sudamericanas |

## Estadísticas

### Clubes
Actualizado hasta su último partido disputado el 17 de mayo de 2025.
| Club                                | Div.          | Temporada     | Liga  | Liga  | Liga   | Copas nacionales | Copas nacionales | Copas nacionales | Torneos internacionales | Torneos internacionales | Torneos internacionales | Total | Total | Total  |
| Club                                | Div.          | Temporada     | Part. | Goles | Asist. | Part.            | Goles            | Asist.           | Part.                   | Goles                   | Asist.                  | Part. | Goles | Asist. |
| ----------------------------------- | ------------- | ------------- | ----- | ----- | ------ | ---------------- | ---------------- | ---------------- | ----------------------- | ----------------------- | ----------------------- | ----- | ----- | ------ |
| C. A. Vélez Sarsfield Argentina     | 1.ª           | 2018-19       | 16    | 3     | 2      | 5                | 1                | 0                | —                       | —                       | —                       | 21    | 4     | 2      |
| C. A. Vélez Sarsfield Argentina     | 1.ª           | 2019-20       | 22    | 4     | 0      | 3                | 0                | 0                | —                       | —                       | —                       | 25    | 4     | 0      |
| C. A. Vélez Sarsfield Argentina     | 1.ª           | 2020-21       | —     | —     | —      | 9                | 3                | 1                | 8                       | 4                       | 1                       | 17    | 7     | 2      |
| C. A. Vélez Sarsfield Argentina     | 1.ª           | 2021          | 20    | 4     | 4      | 12               | 3                | 2                | 6                       | 2                       | 0                       | 38    | 9     | 6      |
| C. A. Vélez Sarsfield Argentina     | Total club    | Total club    | 58    | 11    | 6      | 29               | 7                | 3                | 14                      | 6                       | 1                       | 101   | 24    | 10     |
| Atlanta United F. C. Estados Unidos | 1.ª           | 2022          | 29    | 6     | 7      | 2                | 1                | 0                | —                       | —                       | —                       | 31    | 7     | 7      |
| Atlanta United F. C. Estados Unidos | 1.ª           | 2023          | 33    | 12    | 16     | —                | —                | —                | 2                       | 1                       | 0                       | 35    | 13    | 16     |
| Atlanta United F. C. Estados Unidos | 1.ª           | 2024          | 17    | 6     | 1      | —                | —                | —                | —                       | —                       | —                       | 17    | 6     | 1      |
| Atlanta United F. C. Estados Unidos | Total club    | Total club    | 79    | 24    | 24     | 2                | 1                | 0                | 2                       | 1                       | 0                       | 83    | 26    | 24     |
| Botafogo F. R. · Brasil             | 1.ª           | 2024          | 17    | 1     | 2      | 1                | 0                | 0                | 8                       | 2                       | 0                       | 26    | 3     | 2      |
| Botafogo F. R. · Brasil             | Total club    | Total club    | 17    | 1     | 2      | 1                | 0                | 0                | 8                       | 2                       | 0                       | 26    | 3     | 2      |
| Olympique de Lyon Francia           | 1.ª           | 2024-25       | 16    | 1     | 5      | —                | —                | —                | 4                       | 1                       | 0                       | 20    | 2     | 5      |
| Olympique de Lyon Francia           | Total club    | Total club    | 16    | 1     | 5      | 0                | 0                | 0                | 4                       | 1                       | 0                       | 20    | 2     | 5      |
| Atlético de Madrid · España         | 1.ª           | 2025-26       | 0     | 0     | 0      | 0                | 0                | 0                | 0                       | 0                       | 0                       | 0     | 0     | 0      |
| Atlético de Madrid · España         | Total club    | Total club    | 0     | 0     | 0      | 0                | 0                | 0                | 0                       | 0                       | 0                       | 0     | 0     | 0      |
| Total carrera                       | Total carrera | Total carrera | 170   | 37    | 37     | 32               | 8                | 3                | 28                      | 10                      | 1                       | 230   | 55    | 41     |
| 1. 2. 3.                            |               |               |       |       |        |                  |                  |                  |                         |                         |                         |       |       |        |

### Selecciones nacionales
Actualizado hasta su último partido disputado el 10 de junio de 2025.
| Selección          | Año             | Amistosos | Amistosos | Amistosos | Eliminatorias | Eliminatorias | Eliminatorias | Continental | Continental | Continental | Mundial | Mundial | Mundial | Total | Total | Total  |
| Selección          | Año             | Part.     | Goles     | Asist.    | Part.         | Goles         | Asist.        | Part.       | Goles       | Asist.      | Part.   | Goles   | Asist.  | Part. | Goles | Asist. |
| ------------------ | --------------- | --------- | --------- | --------- | ------------- | ------------- | ------------- | ----------- | ----------- | ----------- | ------- | ------- | ------- | ----- | ----- | ------ |
| Sub-20 Argentina   | 2018            | 1         | 0         | 0         | —             | —             | —             | —           | —           | —           | —       | —       | —       | 1     | 0     | 0      |
| Sub-20 Argentina   | 2019            | —         | —         | —         | —             | —             | —             | 6           | 1           | 0           | —       | —       | —       | 6     | 1     | 0      |
| Sub-20 Argentina   | Total           | 1         | 0         | 0         | 0             | 0             | 0             | 6           | 1           | 0           | 0       | 0       | 0       | 7     | 1     | 0      |
| Sub-23 Argentina   | 2021            | 3         | 0         | 1         | —             | —             | —             | —           | —           | —           | 2       | 0       | 1       | 5     | 0     | 2      |
| Sub-23 Argentina   | 2023            | 5         | 2         | 0         | —             | —             | —             | —           | —           | —           | —       | —       | —       | 5     | 2     | 0      |
| Sub-23 Argentina   | 2024            | 2         | 1         | 0         | 7             | 5             | 2             | —           | —           | —           | 4       | 2       | 0       | 13    | 8     | 2      |
| Sub-23 Argentina   | Total           | 10        | 3         | 1         | 7             | 5             | 2             | 0           | 0           | 0           | 6       | 2       | 1       | 23    | 10    | 4      |
| Absoluta Argentina | 2022            | —         | —         | —         | —             | —             | —             | —           | —           | —           | 1       | 0       | 0       | 1     | 0     | 0      |
| Absoluta Argentina | 2023            | 3         | 1         | 0         | —             | —             | —             | —           | —           | —           | —       | —       | —       | 3     | 1     | 0      |
| Absoluta Argentina | 2024            | —         | —         | —         | 2             | 1             | 0             | —           | —           | —           | —       | —       | —       | 2     | 1     | 0      |
| Absoluta Argentina | 2025            | —         | —         | —         | 4             | 2             | 1             | —           | —           | —           | —       | —       | —       | 4     | 1     | 0      |
| Absoluta Argentina | Total           | 3         | 1         | 0         | 6             | 3             | 1             | 0           | 0           | 0           | 1       | 0       | 0       | 10    | 4     | 1      |
| Total selección    | Total selección | 14        | 4         | 1         | 13            | 8             | 3             | 6           | 1           | 0           | 7       | 2       | 1       | 40    | 15    | 5      |
| 1. 2. 3.           |                 |           |           |           |               |               |               |             |             |             |         |         |         |       |       |        |

## Palmarés y distinciones individuales

### Campeonato nacionales
| Título  | Equipo         | País   | Año  |
| ------- | -------------- | ------ | ---- |
| Serie A | Botafogo F. R. | Brasil | 2024 |

### Campeonatos internacionales
| Título                       | Equipo                 | Sede         | Año  |
| ---------------------------- | ---------------------- | ------------ | ---- |
| Copa Mundial de Fútbol       | Selección de Argentina | Catar        | 2022 |
| Copa Libertadores de América | Botafogo F. R.         | Buenos Aires | 2024 |

### Distinciones individuales
| Distinción                                          | Año  |
| --------------------------------------------------- | ---- |
| Jugador revelación del Fútbol Argentino             | 2020 |
| Parte del Equipo Ideal de la Copa Sudamericana      | 2020 |
| Contratación del Año de la MLS                      | 2022 |
| Mejor jugador de la jornada en la MLS (1, 4 y 28)   | 2023 |
| Mejor jugador de febrero-marzo de la MLS            | 2023 |
| Jugador Joven del Año de la MLS                     | 2023 |
| Máximo goleador del Torneo Preolímpico Sudamericano | 2024 |
| Miembro del Equipo Ideal de América                 | 2024 |

## Vida personal

### Denuncias de abuso sexual
Almada fue denunciado en el año 2020 por un caso de presunto abuso sexual ocurrido durante una fiesta clandestina organizada por Martín Lucero en una casa de San Isidro, localidad de la provincia de Buenos Aires. La denunciante, cuya identidad se encuentra protegida, declaró que Almada, junto al defensa central de Vélez, Miguel Brizuela, y al ex director técnico del club Argentino de Quilmes, Juan José Acuña Delbene, abusaron de ella mientras se encontraba inconsciente.
De acuerdo con el relato de la víctima, que fue ratificado por una de las testigos, ella subió a una de las habitaciones de la casa para tener relaciones consentidas con Almada pero tomó algo de un vaso y empezó a sentirse mal. Ingresaron a la habitación Brizuela y otra mujer y entre los tres comenzaron a realizarle distintas prácticas sexuales sin su consentimiento. La víctima declaró que jamás había querido incluir a Brizuela en la relación y que las tres personas siguieron adelante aún cuando ella gritaba que no quería saber nada más.
En febrero de 2021 Almada y Brizuela fueron imputados por el cargo de abuso sexual con los agravantes de acceso carnal y abuso grupal tras el análisis de los relatos y el material probatorio por parte de la fiscal Laura Zyseskind. Uno de los implicados en el caso, Juan José Acuña Delbene, se encontraba prófugo de la justicia tras haber sido imputado en diciembre de 2020. Acuña Delbene fue arrestado en su domicilio en Quilmes en julio de 2021, mientras que Almada y Brizuela se encuentran aún a la espera de sentencia por parte de la justicia argentina.
A pesar de la imputación y del proceso en marcha, Thiago Almada fue convocado por Lionel Scaloni a la Selección argentina para jugar en la Copa Mundial de Catar 2022. La decisión despertó polémica en Argentina y ocasionó el rechazo de un amplio sector de la opinión pública internacional hacia las decisiones de la AFA. La abogada de la víctima alertó sobre varias irregularidades en la causa debido a que, de acuerdo a los reglamentos de la FIFA y la AFA, "no está permitido que un jugador sea parte de una selección si la misma certifica que él tiene una causa en trámite".